# Kościół św. Mikołaja w Krakowie
Kościół św. Mikołaja – zabytkowy, rzymskokatolicki kościół parafialny znajdujący się w Krakowie, w dzielnicy I Stare Miasto przy ul. Mikołaja Kopernika 9, na Wesołej.

## Historia
Pierwotną świątynię romańską wzniesiono na tym miejscu – przy ówczesnym szlaku prowadzącym z Krakowa w kierunku Rusi – w XI lub pierwszej połowie XII wieku. Kościół był początkowo przydzielony benedyktynom tynieckim (świadczy o tym bulla papieża Grzegorza IX z 1229), w XIV w. pełnił też już funkcje parafialne (stanowił główną świątynię osady Wesoła). Benedyktyni w 1467 roku przekazali go Akademii Krakowskiej.
W XIV lub XV wieku budowlę romańską rozebrano i materiał wykorzystano do wzniesienia kościoła gotyckiego (zachowały się tego okresu fragmenty murów prezbiterium). W roku 1655 Szwedzi splądrowali go i spalili. Świątynia została odbudowana w latach 1677–1684 w stylu barokowym. Uroczystej konsekracji w 1682 dokonał biskup Mikołaj Oborski.
W skromnej barokowej fasadzie od strony zachodniej w niszach dolnej kondygnacji znajdują się posągi św. Piotra i Pawła. Wyposażenie wnętrza pochodzi z drugiej połowy XVIII wieku.
Na początku XX wieku wprowadzono znaczące zmiany w wyglądzie kościoła. Dobudowano drugą nawę boczną od strony południowej, a do prezbiterium – również od strony południowej – dostawiono nową zakrystię z przedsionkami. Autorem projektów przebudowy był architekt Aleksander Biborski.
W kościele tym w dniu 13 kwietnia 1884 roku została ochrzczona Emilia Kaczorowska, matka Karola Wojtyły. W dniu 10 listopada 1910 r. wzięli tutaj ślub Feliks Dzierżyński i Zofia Muszkat. W styczniu 1945 roku uszkodzenia wojenne tego kościoła z tego powodu naprawiała jedna z jednostek Armii Czerwonej.
W prawej nawie bocznej znajduje się konfesja błogosławionej Hanny Chrzanowskiej, składająca się z relikwiarza oraz pentaptyku. Kościół jest sanktuarium Hanny Chrzanowskiej.

## Wyposażenie kościoła
- Późnogotycki pentaptyk z XV wieku ze sceną Koronacji Matki Boskiej, przeniesiony do tutejszego kościoła na początku XIX wieku z likwidowanego kościoła św. Gertrudy.
- Wczesnorenesansowy obraz Madonny ze świętymi Wojciechem i Stanisławem.
- Brązowa chrzcielnica z 1536 oraz stalle z herbem UJ.

Obok kościoła znajdują się:
- Latarnia umarłych, XIV-wieczna kamienna wieżyczka, składająca się z cokołu, sześciobocznego trzonu z arkadkami oraz ostrosłupowego daszku, na którym znajduje się krzyż – pochodzi z dziedzińca szpitala św. Walentego na Kleparzu, na obecnym miejscu postawiono ją w roku 1871.
- Chaczkar, pomnik upamiętniający ormiańskie ofiary XX-wiecznych wojen i rzezi.

## Szlaki turystyczne
Kościół znajduje się na trasie Małopolskiej Drogi św. Jakuba z Sandomierza do Tyńca.

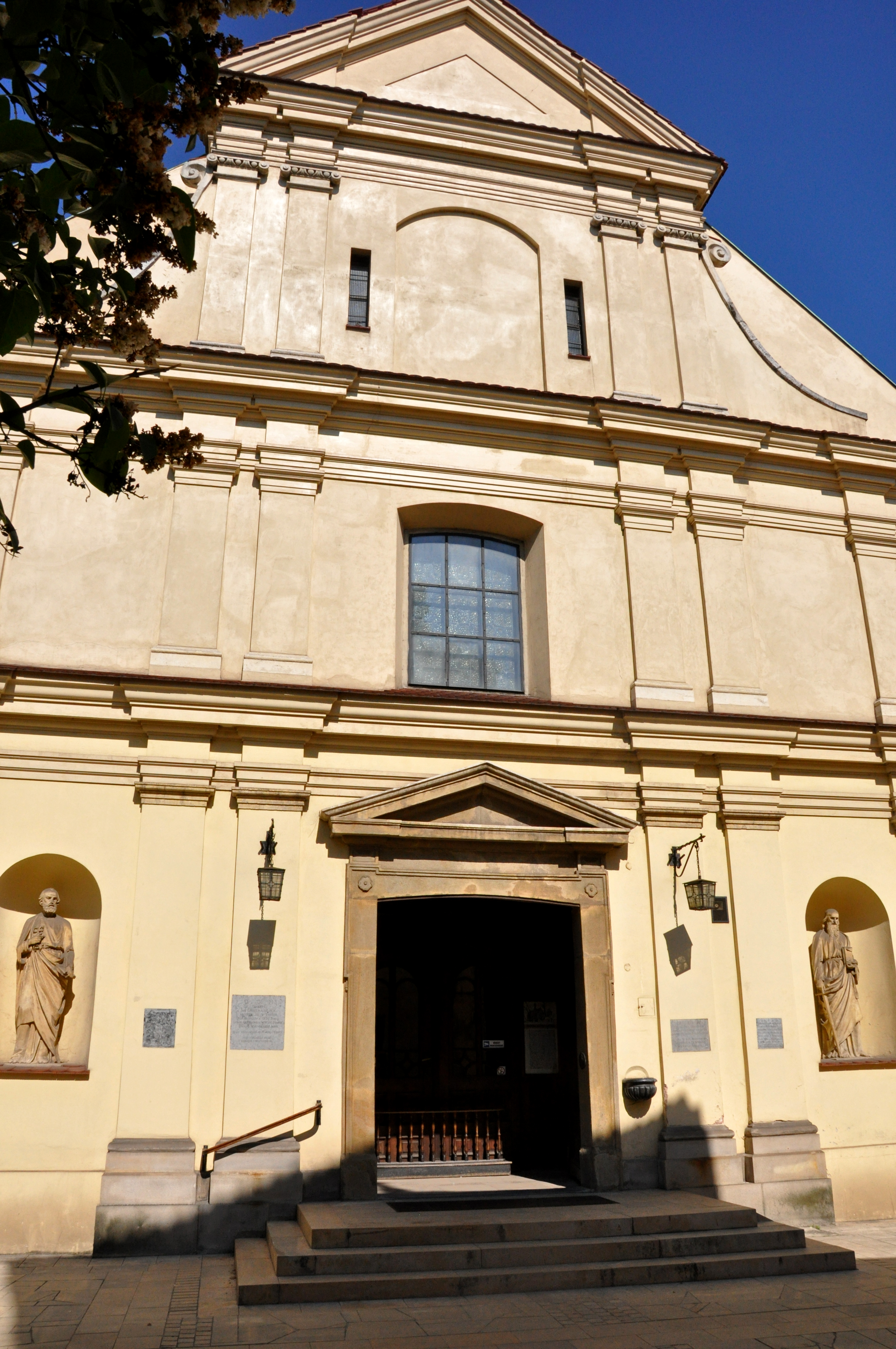
Fasada
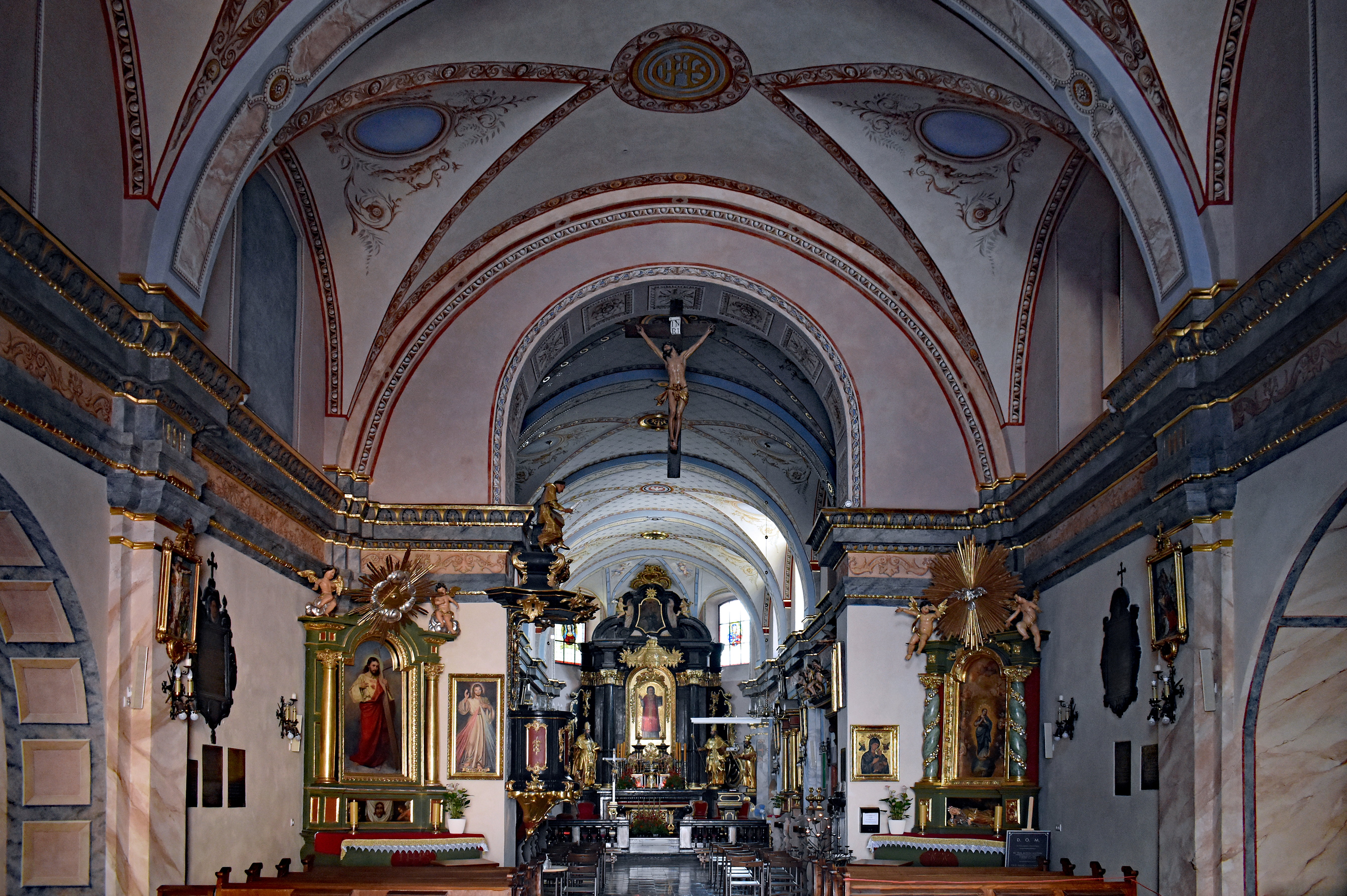
Wnętrze kościoła (2020)
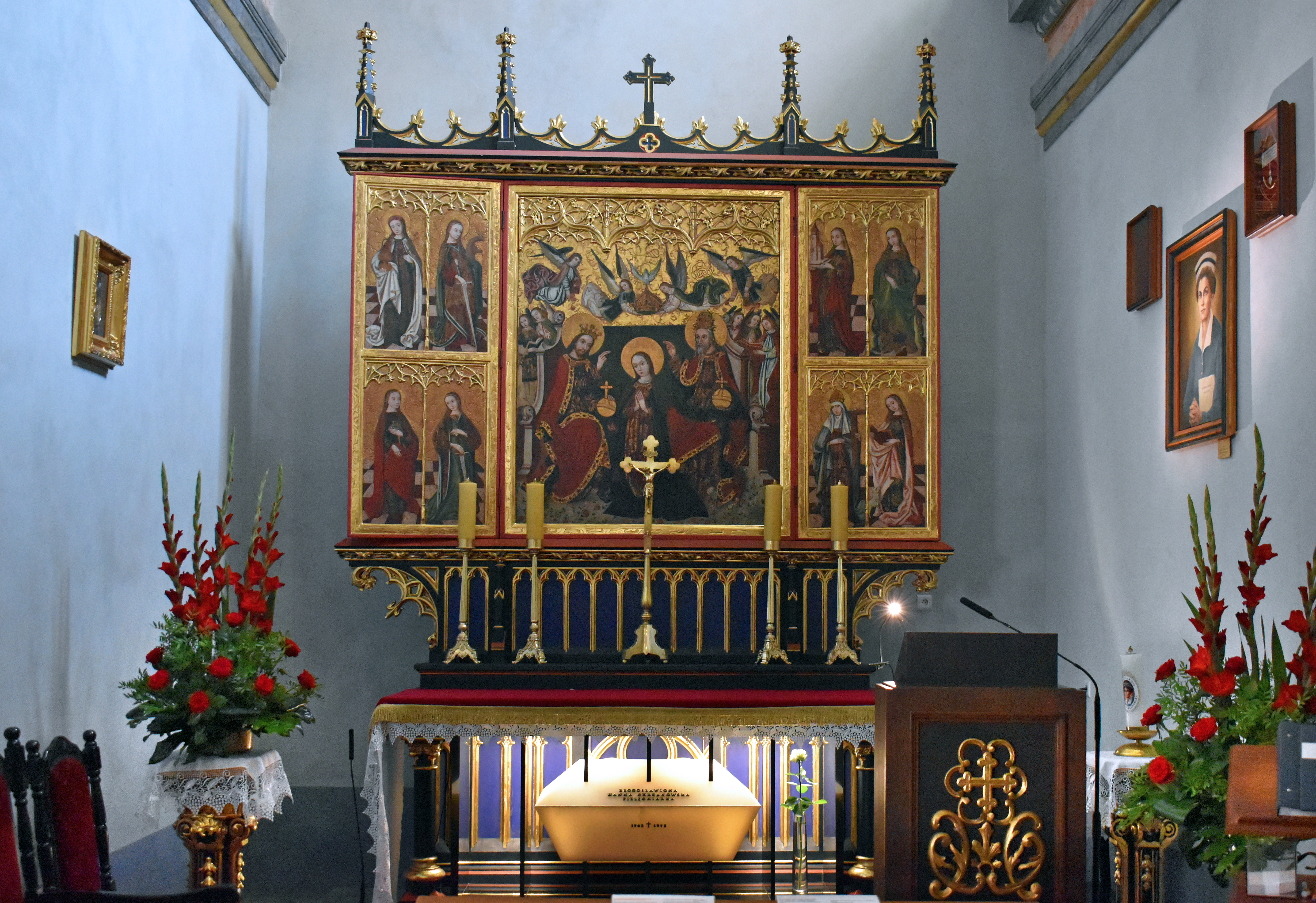
Pentaptyk, konfesja bł. Hanny Chrzanowskiej.
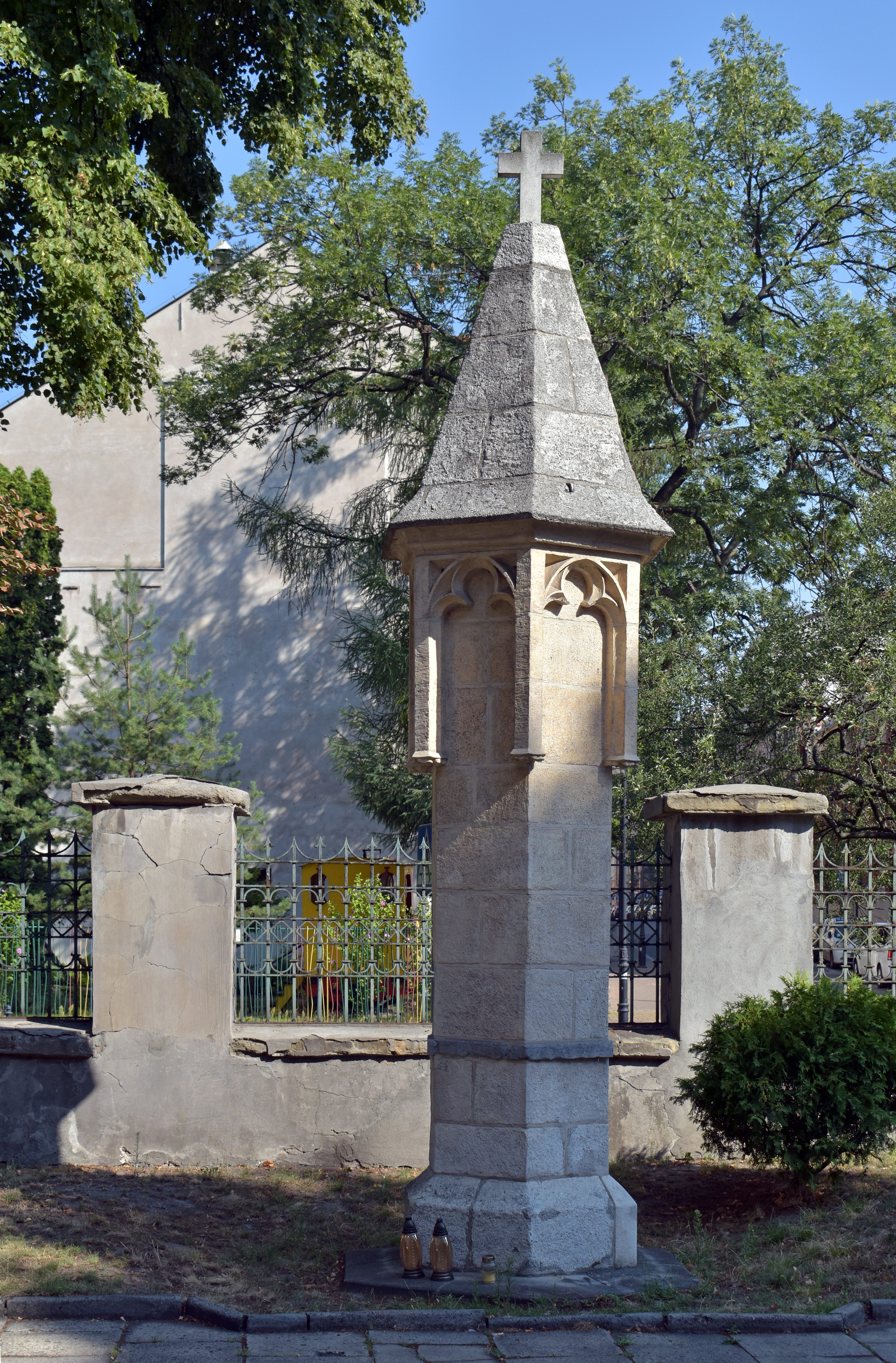
Latarnia umarłych przy kościele
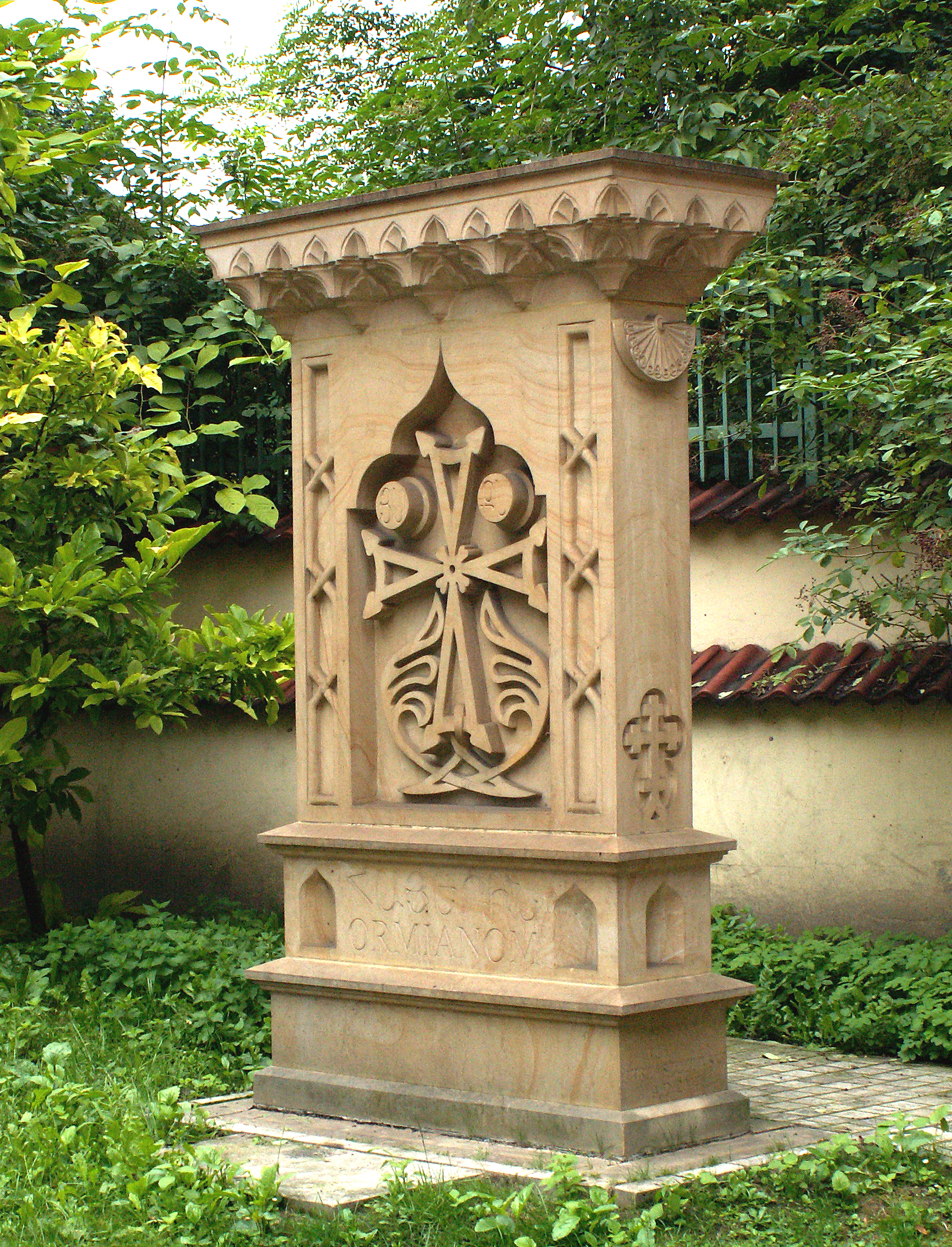
Chaczkar upamiętniający ludobójstwo Ormian